# Назаренко, Александр Викторович
Александр Викторович Назаренко (укр. Олександр Вікторович Назаренко; род. 24 июня 1986 года, Днепропетровск, Украинская ССР) — украинский дзюдоист-паралимпиец. Чемпион летних Паралимпийских игр 2024 в Париже, серебряный призёр летних Паралимпийских игр 2016 в Рио-де-Жанейро, бронзовый призёр летних Паралимпийских игр 2020 в Токио.

## Биография

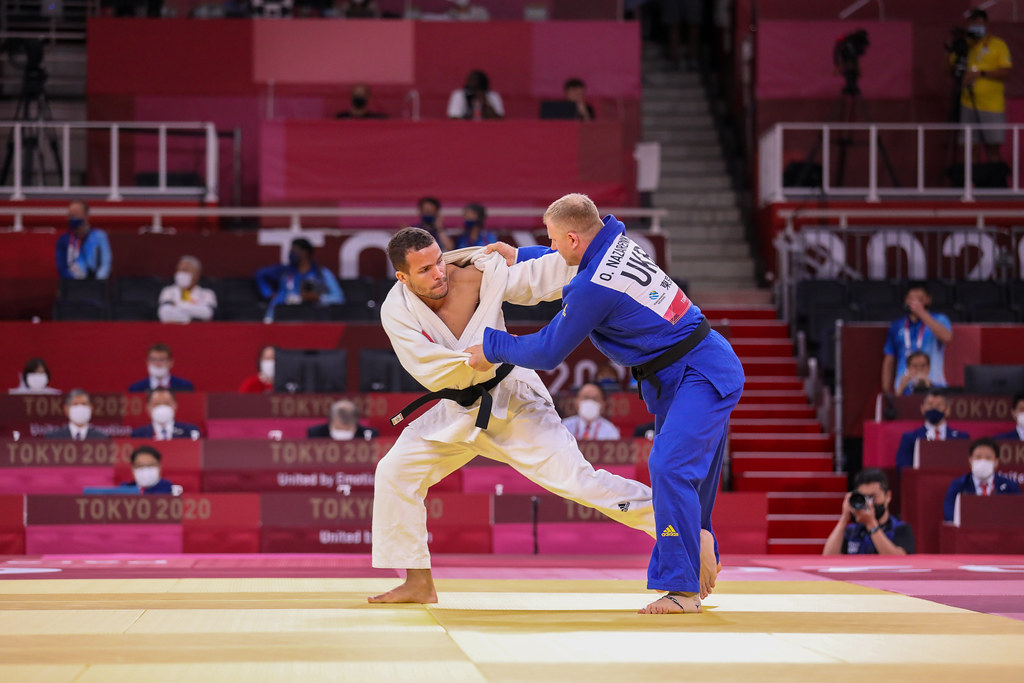
Схватка за бронзовую медаль Паралимпиады-2020. Назаренко против бразильца Артура Кавалканте.

10 сентября 2016 года на Паралимпиаде в Рио-де-Жанейро в весовой категории до 90 кг в четвертьфинале победил бразильца Артура Кавалканте да Силву, в полуфинале — кубинца Хорхе Иерресуэло Марсильиса. В финале проиграл грузинскому парадзюдоисту Звиаду Гоготчури и получил серебряную медаль.
29 августа 2021 года принял участие на летних Паралимпийских играх 2020 в Токио в весовой категории до 90 кг. В четвертьфинале победил казахстанца Жанботу Аманжола, в полуфинале уступил британцу Эллиоту Стюарту. В поединке за третье место Назаренко одержал победу над бразильцем Артуром Кавалканте да Силвой и завоевал бронзовую медаль Паралимпиады-2020.
7 сентября 2024 года стал чемпионом летних Паралимпийских игр 2024 в Париже в весовой категории до 90 кг (класс J2). В четвертьфинале победил итальянца Симоне Канидзаро, в полуфинале — узбека Давурхона Кароматова, в финале — француза Элиоса Латшуманайа.

## Спортивные результаты
| Год  | Турнир                          | Место проведения | Категория    | Место |
| ---- | ------------------------------- | ---------------- | ------------ | ----- |
| 2014 | Чемпионат мира                  | Колорадо-Спрингс | До 90 кг     | 3     |
| 2016 | Летние Паралимпийские игры 2016 | Рио-де-Жанейро   | До 90 кг     | 2     |
| 2017 | Чемпионат Европы                | Уолсолл          | До 90 кг     | 3     |
| 2018 | Чемпионат мира                  | Одивелаш         | До 90 кг     | 1     |
| 2019 | Чемпионат Европы                | Генуя            | До 90 кг     | 1     |
| 2021 | Летние Паралимпийские игры 2020 | Токио            | До 90 кг     | 3     |
| 2022 | Чемпионат Европы                | Кальяри          | До 90 кг, J2 | 2     |
| 2022 | Чемпионат мира                  | Баку             | До 90 кг, J2 | 3     |
| 2023 | Чемпионат Европы                | Роттердам        | До 90 кг, J2 | 2     |
| 2024 | Летние Паралимпийские игры 2024 | Париж            | До 90 кг, J2 | 1     |

## Награды
- Орден «За мужество» I степени (2024)[2]
- Орден «За мужество» II степени (2021)[3]
- Орден «За мужество» III степени (2016)[4]